# Enguinegatte
Enguinegatte era un comune francese di 436 abitanti situato nel dipartimento del Passo di Calais nella regione dell'Alta Francia, noto per la battaglia di Guinegatte (1513). Il 1º gennaio 2017, i comuni di Enguinegatte e di Enquin-les-Mines si sono fusi per formare il nuovo comune di Enquin-lez-Guinegatte.

## Storia

### Simboli
Lo stemma del comune di Enguinegatte si blasona:
Senza il capo, queste armi sono quelle della famiglia De Ghistelles, che furono signori del luogo. Questa famiglia di Fiandre e Artois è conosciuta con certezza da quando Jean, signore di Ghistelles (oggi Gistel, in Belgio, che porta il medesimo stemma) morì nel 1218. Anche il comune di Saint-Floris ha ripreso le armi dei De Ghistelles. Charles François Joseph de Ghistelles, cavaliere, conte di Ghistelles e di Serny, signore di Enguinegatte, fu il padrino della campana della chiesa nel 1776.
Il capo è preso in prestito dalle armi della famiglia Du Terrail, la famiglia del Delfinato alla quale apparteneva il famoso cavaliere Baiardo. Pierre Terrail de Bayard, "il cavaliere senza macchia e senza paura" prese parte, il 16 agosto 1513 alla battaglia di Guinegatte (antico nome di Enguinegatte), durante il quale fu fatto prigioniero dagli inglesi e poi detenuto a Londra. La famiglia Du Terrail portava d'azzurro al capo d'argento, caricato da un leone nascente di rosso, alla cotissa d'oro attraversante sul tutto.

## Società

### Evoluzione demografica
Abitanti censiti